# Tenisz a 2005. évi nyári európai ifjúsági olimpiai fesztiválon
A 2005. évi nyári európai ifjúsági olimpiai fesztiválon a tenisz versenyszámait július 5. és 8. között rendezték Lignano Sabbiadoróban. Egy-egy férfi, női és vegyes-páros versenyszámban hirdettek eredményt. Magyar sportoló nem indult ebben a sportágban.

## Összesített éremtáblázat
| A 2005. évi nyári európai ifjúsági olimpiai fesztivál összesített éremtáblázata teniszben | A 2005. évi nyári európai ifjúsági olimpiai fesztivál összesített éremtáblázata teniszben | A 2005. évi nyári európai ifjúsági olimpiai fesztivál összesített éremtáblázata teniszben | A 2005. évi nyári európai ifjúsági olimpiai fesztivál összesített éremtáblázata teniszben | A 2005. évi nyári európai ifjúsági olimpiai fesztivál összesített éremtáblázata teniszben | Olimpia  |
| ----------------------------------------------------------------------------------------- | ----------------------------------------------------------------------------------------- | ----------------------------------------------------------------------------------------- | ----------------------------------------------------------------------------------------- | ----------------------------------------------------------------------------------------- | -------- |
|                                                                                           | Ország                                                                                    | Arany                                                                                     | Ezüst                                                                                     | Bronz                                                                                     | Összesen |
| 1.                                                                                        | Fehéroroszország                                                                          | 3                                                                                         | 0                                                                                         | 0                                                                                         | 3        |
| 2.                                                                                        | Spanyolország                                                                             | 0                                                                                         | 2                                                                                         | 0                                                                                         | 2        |
| 3.                                                                                        | Szerbia és Montenegró                                                                     | 0                                                                                         | 1                                                                                         | 2                                                                                         | 3        |
| 4.                                                                                        | Belgium                                                                                   | 0                                                                                         | 0                                                                                         | 2                                                                                         | 2        |
|                                                                                           | Szlovákia                                                                                 | 0                                                                                         | 0                                                                                         | 2                                                                                         | 2        |
|                                                                                           |                                                                                           |                                                                                           |                                                                                           |                                                                                           |          |
| Összesen                                                                                  | Összesen                                                                                  | 3                                                                                         | 3                                                                                         | 6                                                                                         | 12       |

## Érmesek
| A 2005. évi nyári európai ifjúsági olimpiai fesztivál érmesei teniszben |                                                           |                                                    |                                                            |
| Versenyszám                                                             | Arany                                                     | Ezüst                                              | Bronz                                                      |
| Férfi egyes                                                             | Fehéroroszország Andrei Karatchenia                       | Spanyolország Gerard Granollers                    | Belgium Frédéric de Fays                                   |
| Férfi egyes                                                             | Fehéroroszország Andrei Karatchenia                       | Spanyolország Gerard Granollers                    | Szerbia és Montenegró Arsenije Zlatanovic                  |
| Női egyes                                                               | Fehéroroszország Kseniya Mileskaya                        | Szerbia és Montenegró Natasa Zoric                 | Belgium Aude Vermoezen                                     |
| Női egyes                                                               | Fehéroroszország Kseniya Mileskaya                        | Szerbia és Montenegró Natasa Zoric                 | Szlovákia Klaudia Boczova                                  |
| Vegyes páros                                                            | Fehéroroszország · Andrei Karatchenia · Kseniya Mileskaya | Spanyolország · Gerard Granollers · Maite Gabarrus | Szerbia és Montenegró · Arsenije Zlatanovic · Natasa Zoric |
| Vegyes páros                                                            | Fehéroroszország · Andrei Karatchenia · Kseniya Mileskaya | Spanyolország · Gerard Granollers · Maite Gabarrus | Szlovákia · Klaudia Boczova · Andrej Martin                |